# Karl von Kleinhenz
Karl August Kleinhenz, seit 1915 Ritter von Kleinhenz, (* 3. August 1864 in Ludwigshafen; † 4. Februar 1948) war ein bayerischer Generalleutnant.

## Leben
Kleinhenz trat nach dem Besuch des Humanistischen Gymnasiums in Speyer am 21. September 1882 in das 1. Infanterie-Regiment „König“ der Bayerischen Armee ein und wurde dort am 3. März 1883 zum Portepéefähnrich ernannt. Anschließend wechselte er zum 8. Infanterie-Regiment „Großherzog Friedrich II. von Baden“ nach Metz und wurde in der Folgezeit am 24. Juni 1884 zum Sekondeleutnant und am 22. September 1893 zum Premierleutnant befördert. Seit 1891 war er Bataillonsadjutant und wurde nach der Beförderung zum Hauptmann am 19. Februar 1899 zum Kompaniechef in seinem Regiment ernannt. 1902 erfolgte seine Kommandierung an die Schießschule und nach der Beförderung zum Major die Versetzung in den Stab des 8. Infanterie-Regiments, in dem er am 22. Mai 1908 zum Bataillonskommandeur ernannt wurde. Als Oberstleutnant (seit 21. Mai 1912) kam er am 19. September 1912 zum Regimentsstab und wurde am 19. März 1914 unter gleichzeitiger Beförderung zum Oberst zum Kommandeur des Regiments ernannt.
In der Anfangsphase des Ersten Weltkriegs kämpfte sein Regiment zunächst bei den Grenzschlachten in Lothringen. Das 8. Infanterie-Regiment war im August 1914 Teil der 8. Infanterie-Brigade unter Generalmajor Riedl und bildete einen Teil der 33. Reserve-Division, welche im Raum Metz als Reserve lag. Für seine außerordentlichen Verdienste wurde Kleinhenz am 5. Mai 1915 mit dem Ritterkreuz des Militär-Max-Joseph-Ordens beliehen und durfte sich aufgrund der damit verbundenen Erhebung in den persönlichen Adel ab diesem Zeitpunkt „Ritter von Kleinhenz“ nennen. Am 28. September 1916 wurde Kleinhenz von seinem Kommando abgelöst, übernahm eine Reserve-Brigade und kämpfte in Siebenbürgen und Rumänien. Dort erhielt er am 17. Januar 1917 die Beförderung zum Generalmajor. Vom 8. Februar 1917 bis zum 8. April 1918 befehligte er im Rahmen des Alpenkorps die 1. Königlich Bayerische Jäger-Brigade. Anschließend war er zwischen 9. April und 28. Mai 1918 Kommandeur der 200. Infanterie-Division und am 29. Mai 1918 übernahm er die Führung der 14. Infanterie-Division.
Vom 7. November 1918 an war Kleinhenz Kommandeur des Grenzschutzes Süd (Freikorps) und wurde als solcher unter gleichzeitiger Beförderung zum Generalleutnant am 2. August 1920 aus der Armee verabschiedet.
Kleinhenz war seit 15. April 1899 mit Ida, geborene Lellbach verheiratet.